# Perebea mollis
Perebea mollis är en mullbärsväxtart. Perebea mollis ingår i släktet Perebea och familjen mullbärsväxter.

## Underarter
Arten delas in i följande underarter:
- P. m. lecithogalacta
- P. m. mollis